# الله‌آباد (دامغان)
الله‌آباد یک روستا در ایران است که در دهستان قهاب صرصر شهرستان دامغان واقع شده‌است. الله‌آباد ۸۱ نفر جمعیت دارد.